# 樱桃肉
樱桃肉是中国苏州苏帮菜的著名传统菜式。该菜式以五花肉为原料，剞花小塊後，传统上用糖和酒炖煮而成。形整不斷，颜色红亮，形态圆小，口感鲜甜。传统上为春季时令食品。清代乾隆皇帝下江南時曾在蘇州品嘗到此菜，回宮之後聘請蘇州名厨张東官，並將山藥酒燉櫻桃肉納入菜單《御茶膳房檔》。慈禧太后後改良菜譜，用真實櫻桃一同烹煮使其帶有果香。